# Westminster College (Pensilvania)
Westminster College es una universidad privada situada en New Wilmington, Pensilvania (Estados Unidos).
Fue fundada en 1852 y mantiene su tradición presbiteriana.

## Deporte
Westminster compite en la Presidents' Athletic Conference de la División III de la NCAA.